# Schwaben (Beieren)
Schwaben is een Regierungsbezirk (regio) en tevens Bezirk van Beieren, een deelstaat van Duitsland. De Nederlandse naam is Zwaben. Schwaben/Zwaben wordt hier gebruikt voor het Beierse deel, traditioneel omvat Schwaben ook een deel van Württemberg.

## Indeling
Schwwaben wordt gevormd door 10 Landkreise en 4 Kreisfreie steden.
| Landkreise | Kreisfreie Städte                                          |
| --- | ---------------------------------------------------------- |
| 1. Aichach-Friedberg 2. Augsburg 3. Dillingen an der Donau 4. Donau-Ries 5. Günzburg 6. Lindau (Bodensee) 7. Neu-Ulm 8. Oberallgäu 9. Ostallgäu 10. Unterallgäu | 1. Augsburg 2. Kaufbeuren 3. Kempten (Allgäu) 4. Memmingen |

Mittelfranken · Niederbayern · Unterfranken · Oberbayern · Oberfranken · Oberpfalz · Schwaben